# Giuseppe Bellocco
Giuseppe Bellocco (Rosarno, 22 febbraio 1948) è un mafioso italiano della 'ndrangheta, capobastone della 'ndrina dei Bellocco.

## Biografia
La prima volta viene arrestato nel 1974 per estorsione, furto, lesioni e violenza privata.
Nel 1997 inizia la sua latitanza.
È accusato per associazione a delinquere di stampo mafioso, traffico di droga, armi e omicidio.
Il 16 luglio 2007 viene arrestato dalla Sezione Anticrimine di Reggio Calabria con lo Squadrone Eliportato Cacciatori Vibo Valentia a Mileto in frazione San Giovanni.